# Five Nights at Freddy's (film)
Five Nights at Freddy's är en amerikansk skräckfilm från 2023, baserad på Scott Cawthons spelserie med samma namn. Filmen är regisserad av Emma Tammi, som även har skrivit manus tillsammans med Scott Cawthon och Seth Cuddeback. Filmens huvudroll (Mike Schmidt) spelas av Josh Hutcherson.
Cawthon sålde alla sina spelrättigheter till denna film redan år 2015. Den var från början tänkt att släppas av Warner Bros., med Gil Kenan som ansvarig regissör. Han blev dock ersatt av Chris Columbus, som i sin tur blev ersatt av den nuvarande regissören Emma Tammi. Inspelningen ägde rum i New Orleans från den 1 februari 2023 till den 3 april samma år, under arbetsnamnet Bad Cupcake.
Musiken i filmen är komponerad av The Newton Brothers, som bland annat har gjort musiken till flera av Mike Flanagans film- och TV-produktioner.
Filmen hade biopremiär i Sverige den 27 oktober 2023, utgiven av Universal Pictures.

## Handling
Filmen handlar om hur en säkerhetsvakt vid namn Mike Schmidt en dag blir anställd som nattvakt på familjepizzerian Freddy Fazbear's Pizza, vars fyra animatroniska maskotar, det vill säga Freddy Fazbear, Bonnie the Bunny, Chica the Chicken och Foxy the Pirate Fox, vaknar till liv efter midnatt och börjar mörda allt och alla i sin väg.

## Rollista

### Live-action-skådespelare
- Josh Hutcherson – Mike Schmidt
- Elizabeth Lail – Vanessa Monroe
- Piper Rubio – Abby Schmidt (Mikes lillasyster)
- Matthew Lillard – Steve Raglan
- Kat Conner Sterling – Max (Abbys barnvakt)
- Mary Stuart Masterson – faster / moster Jane
- Lucas Grant – Garrett

### Röster
- Kevin Foster – Freddy Fazbear
- Jade Kindar-Martin – Bonnie the Bunny
- Jessica Weiss – Chica the Chicken
- Roger Joseph Manning Jr. – Foxy the Pirate Fox
- Kellen Goff – Foxys "Diddleedum"-låt